# Бетховен: Большой бросок
Бетховен: Большой бросок (англ. Beethoven's Big Break, иногда называемый, как Бетховен 6) — американский семейный фильм 2008 года, шестая часть серии Бетховен. Он был выпущен на DVD 30 декабря 2008 года.
Фильм можно считать перезагрузкой серии фильмов, так как в нём полностью игнорируются все сюжетные линии из предыдущих пяти фильмов, хотя некоторые сцены в этом фильме содержат ссылки на оригинальную сюжетную линию.
Фильм получил в основном негативные отзывы от критиков и зрителей, ругавшее его сюжетные линии, а также малоизвестных актёров.

## Сюжет
Эдди, борющийся дрессировщик и овдовевший отец, работает помощником дрессировщика Сэла ДеМарко, бездарного эгоцентричного ведущего шоу о животных. Оба мужчины были наняты для дрессировки животных для фильма под названием Frizzy, The Bichon Frise: Сал в роли кинолога, а на Эдди возложена ответственность только за дрессировку ящерицы. Когда Фриззи похищают, Сал обвиняет Эдди в том, что он несет ответственность за обращение с собакой. Эдди тут же увольняет суровый продюсер Патрисия. Режиссёр Стэнли и Патрисия отказываются платить выкуп, и вместо этого они решают провести прослушивание для нового Фриззи.
Тем временем сын Эдди, Билли, гуляет по городу, когда обнаруживает, что его преследует большая бездомная собака. Затем Билли приносит собаку домой и называет её Бетховеном, когда собака проявляет интерес к 5-й симфонии Людвига ван Бетховена после того, как сначала пыталась назвать его Вольфгангом. Эдди возвращается домой и обнаруживает, что не только его работа ушла, но и теперь его дом разрушен огромной собакой, которую усыновил его сын.
Выясняется, что за исчезновение Фриззи ответственен Сал, которого сопровождают два других его приятеля Тик и Кости. Он увещевает их не ждать, пока Фриззи уже снимет часть фильма, чтобы сделать её ценной.
На следующий день, когда проходят прослушивания, Стэнли и Патриция с трудом находят подходящую собаку на замену Фриззи. Эдди прибыл (с Билли и Бетховеном на буксире), чтобы забрать свою ящерицу Пита. Внезапно врывается Бетховен и разыгрывает впечатляющую сцену погони с Ящерицей Питом, которая мгновенно заставляет Стэнли полюбить его. Бетховена и Эдди нанимают на месте, а Стэнли увольняет Сала.
Чтобы отпраздновать это, Эдди берет Билли и Бетховена на гамбургеры, но Бетховен убегает с гамбургерами и ведет Эдди и Билли в погоню. Наконец они находят, куда направлялся Бетховен: он ухаживал за тремя своими маленькими щенками в переулке, так как их мать, по-видимому, умерла. Во второй части Бетховена о ней больше ничего не было слышно. Эдди тоже неохотно берет щенков.
Затем Эдди обвиняют в том, что Бетховен выполнил запрошенные трюки в фильме. К сожалению, Бетховен оказывается «необучаемым» и вместо этого часто вылетает из сцены, создавая в процессе неаккуратный беспорядок. Каждый раз Эдди готовится к увольнению, но Стэнли находит эти сцены ещё смешнее и заказывает их для фильма. Лиза, сценарист фильма, просит Эдди проводить больше времени с Бетховеном, чтобы она могла писать для него более подходящим образом.
В отместку за увольнение из студии Сал приказывает своим приспешникам похитить Бетховена за выкуп в миллион долларов, планируя убить его после выплаты выкупа. Они похищают его, пока Билли флиртует со своей возлюбленной Кэти в парке. Затем Эдди, Билли, Лиза и щенки направляются на сцену шоу Сала, которая служит его тайным логовом, и спасают Бетховена. Сала и его головорезов арестовывают, а Эдди и Лиза заводят отношения.
Фильм заканчивается тем, что Эдди, Лиза, Билли, Кэти, Стэнли, Патрисия, Бетховен, щенки и игуана Пит наслаждаются попкорном во время просмотра премьеры фильма.

## В ролях
- Джонатан Сильверман — Эдди Торнтона
- Дженнифер Финниган — Лизы Уотерс
- Мойзес Ариас — Билли Торнтона
- Эдди Гриффин — Стэнли Митчелла
- Рея Перлман — Патрисии Бенджи
- Стивен Тоболовски — Сала Демарко
- Оскар Нуньес — Тика
- Джои Фатон — Кости
- Стефани Скотт — Кэти
- Сезар Миллан в роли самого себя
- Джон Аугелло — руководитель студии
- Грант Эллиотт — Джордж Ньютон
- Зак Косницкий — Льюис
- Али Игл — ремесленник
- Адам Вернье — Марко

## Критика
Фильм получил в основном негативные отзывы. Common Sense Media оценил его на 3 из 5 звезд. Кевин Карр, писавший для 7M Pictures, сказал, что фильм «предлагает множество фарсовых моментов, что делает фильм безошибочным хитом для маленьких детей».